# سرمد رشید
سرمد رشید (عربی: سرمد صالح رشيد؛ زادهٔ ۱ ژانویهٔ ۱۹۸۲) بازیکن فوتبال اهل عراق است.
از باشگاه‌هایی که در آن بازی کرده‌است می‌توان به باشگاه فوتبال امانت بغداد و باشگاه ورزشی الزورا اشاره کرد.
وی همچنین در تیم ملی فوتبال عراق بازی کرده‌است.